# Novo Celje
El Novo Celje literalmente Nueva Celje es una mansión de finales del barroco en la localidad de Novo Celje en el municipio de Žalec al oeste de Celje en la región de Estiria de Eslovenia. El Palacio fue construido entre 1752 y 1755 por un noble local, Anton Gaisruck, que había comprado una mansión de caza medieval en decadencia llamada Brutnberg (conocida localmente como Plumberk) que estaba en el mismo lugar. Él utilizó algunos elementos del castillo del antiguo Celje  para su construcción, causando un mayor deterioro de este sitio histórico importante.